# Yasaka-jinja
Le Yasaka-jinja (八坂神社, « sanctuaire Yasaka »), aussi appelé sanctuaire de Gion, est un sanctuaire shinto situé dans le district de Gion à Kyōto au Japon. Il est situé à l'extrémité est de Shijo-dōri (la quatrième avenue) et borde le parc Maruyama.

## Histoire
D'après les annales du sanctuaire, c'est un haut fonctionnaire venu du royaume de Koguryo en Corée qui aurait fait construire le sanctuaire en l'an 656. Néanmoins, l'hypothèse la plus vraisemblable est qu'un moine du nom d'Ennyo l'aurait érigé en 876 pour la divinité syncrétique Gozu Tennō (dieu taureau et dieu des épidémies). Il est alors appelé « Gionsha » ou « Gion Tenjin », du nom japonais du monastère indien Jetavana (en) : Gion shōja (祇園精舎).
En 869, on fait la première parade du « palanquin divin », ou mikoshi, du sanctuaire de Gion dans la ville de Kyōto afin de lutter contre une épidémie. Ce fut la naissance d'un festival populaire : le Gion matsuri.
Le sanctuaire est réédifié de 1654 à 1664 dans le style Gion-zukuri. En raison du décret sur la séparation du shinto et du bouddhisme, il est renommé en 1868 « Yasaka-jinja ». Il est alors dédié au kami Susa-no-o, dieu de la mer.

En plus de la parade annuelle, l'édifice de Yasaka accueille des centaines de Japonais pour les célébrations traditionnelles et cérémonies du Nouvel An. En particulier, il s'y tient le 3 janvier un grand jeu de karuta.

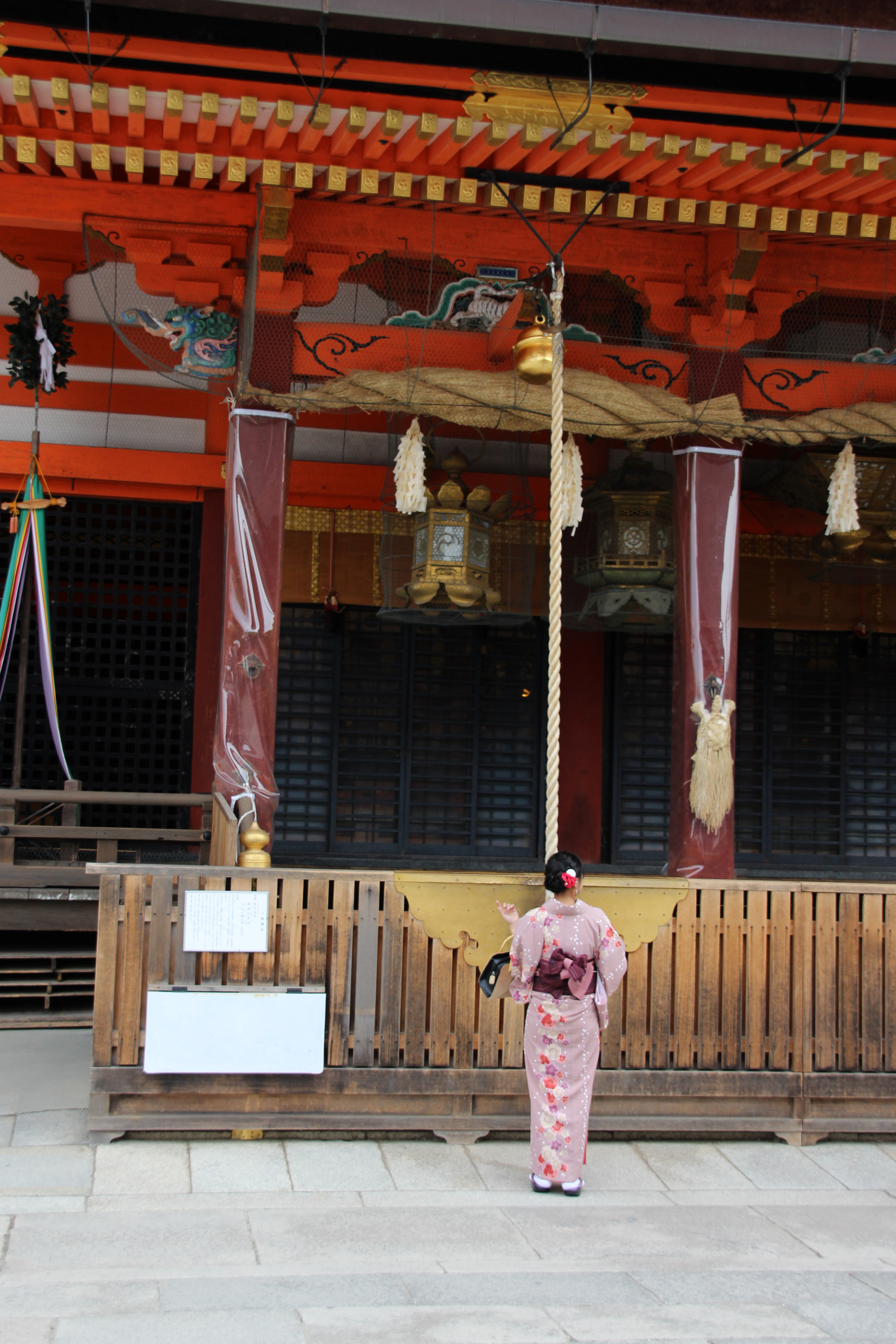
Une fidèle en prière au kami
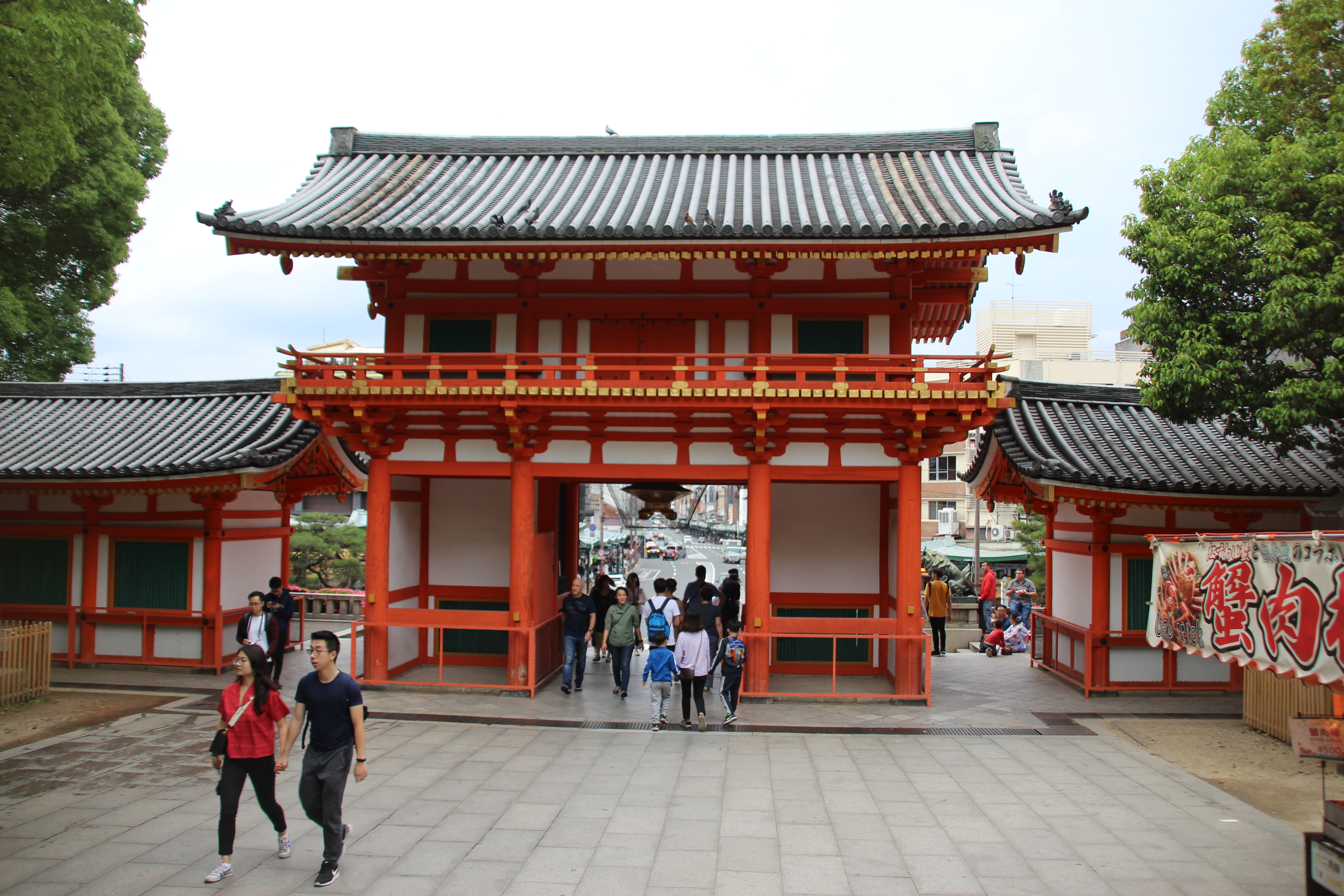
Porte Romon
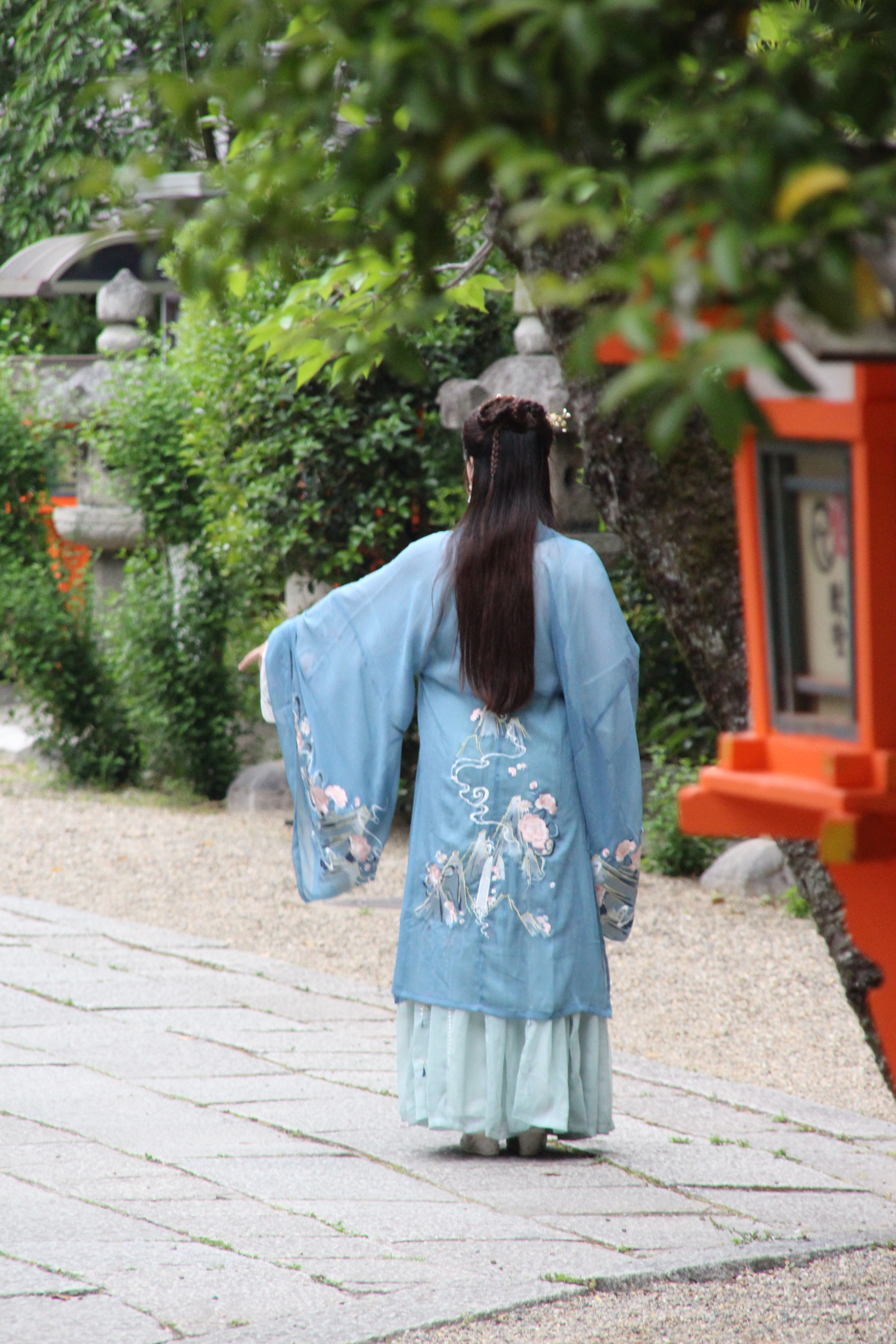
Une fidèle en tenue traditionnelle

## Bâtiments
Les sculptures ornementales sont absentes dans ce type de construction.
- Le rōmon : portes à doubles battants de couleur vermillon encadrées par un mur blanc. Il fut construit au XIIIe siècle dans le style de l'époque de Muromachi (1338-1573). De chaque côté sont placées des statues des gardiens shintoïstes niô qui protègent le sanctuaire des esprits maléfiques. Juste derrière la porte se trouve la statue d'un lion coréen (koma-inu) protégeant les marches qui mènent à la partie principale du temple.
- Le haiden : le bâtiment consacré aux offrandes est à la gauche du centre du sanctuaire. La partie d'en face, avec son chōzuya, bassin d'eau servant à la purification, est consacrée aux cérémonies religieuses.
- Le honden : cette salle principale, dans laquelle est censé demeurer le mitama-shiro d'un kami, est le bâtiment le plus important de l'ensemble (21 × 17,3 m).
- Le torii, au sud du honden, date de 1646.

La plupart des bâtiments originaux ainsi que le mikoshi ont été détruits puis reconstruits en 1654.

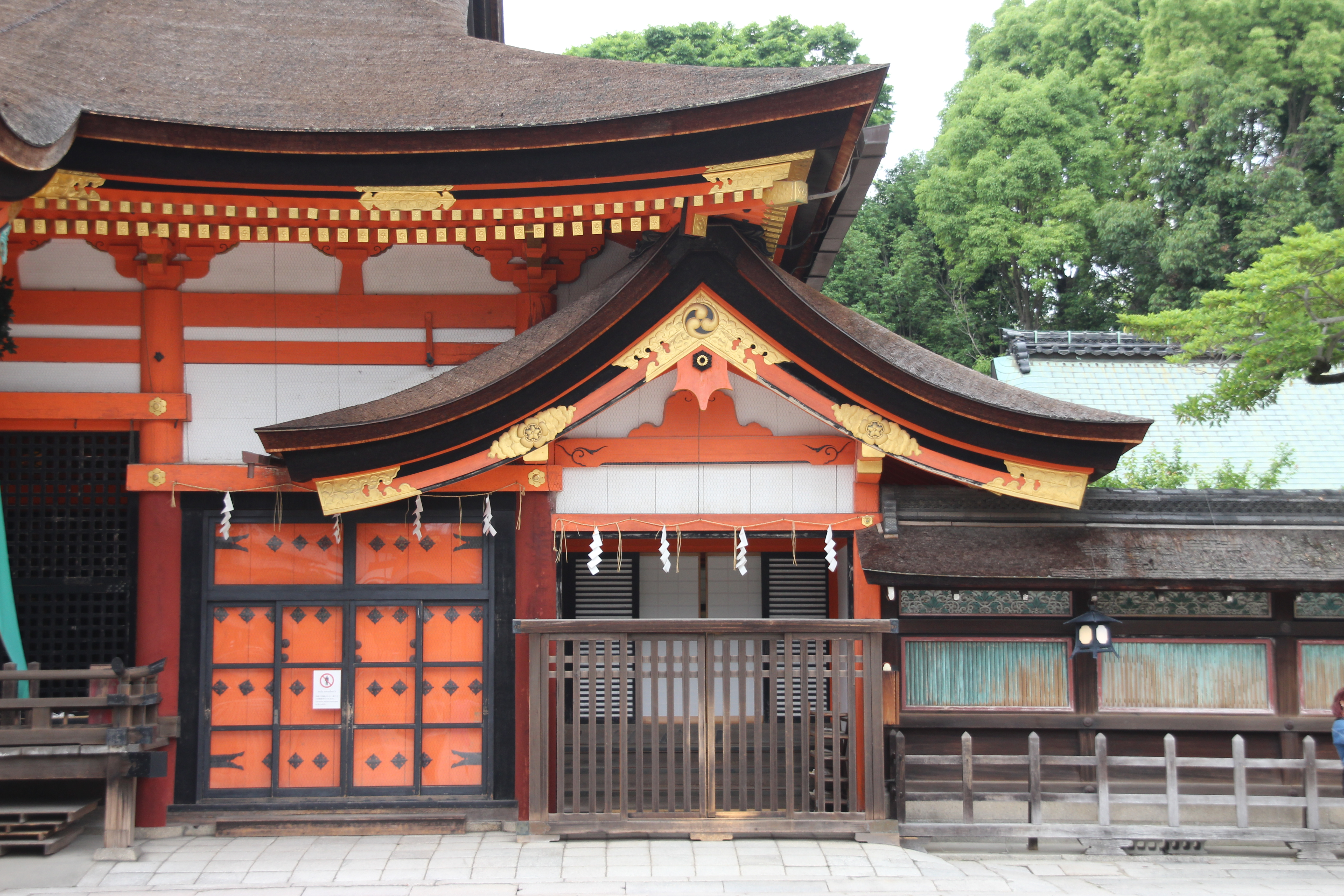
Honden et Haiden
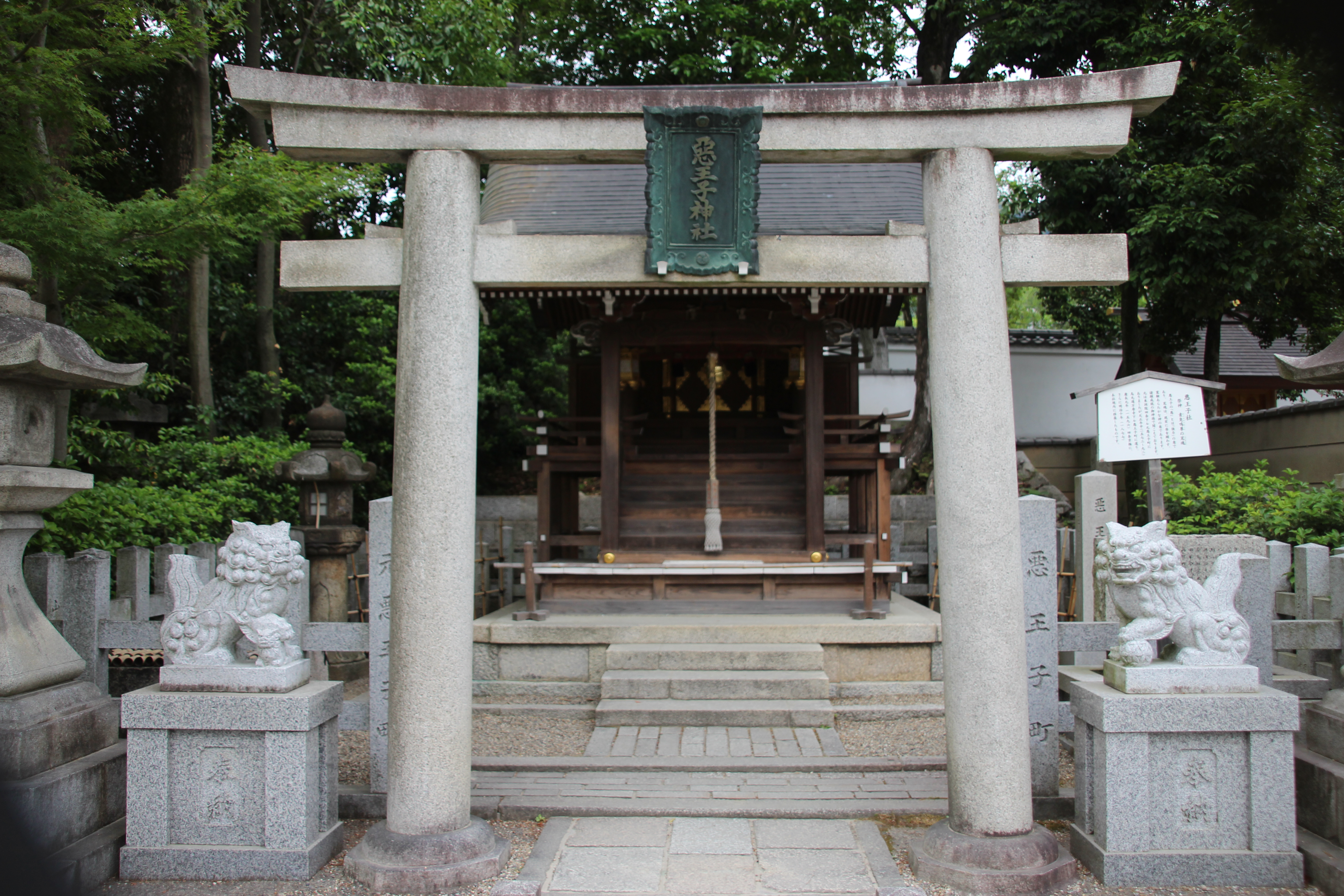
un torii et ses gardiens
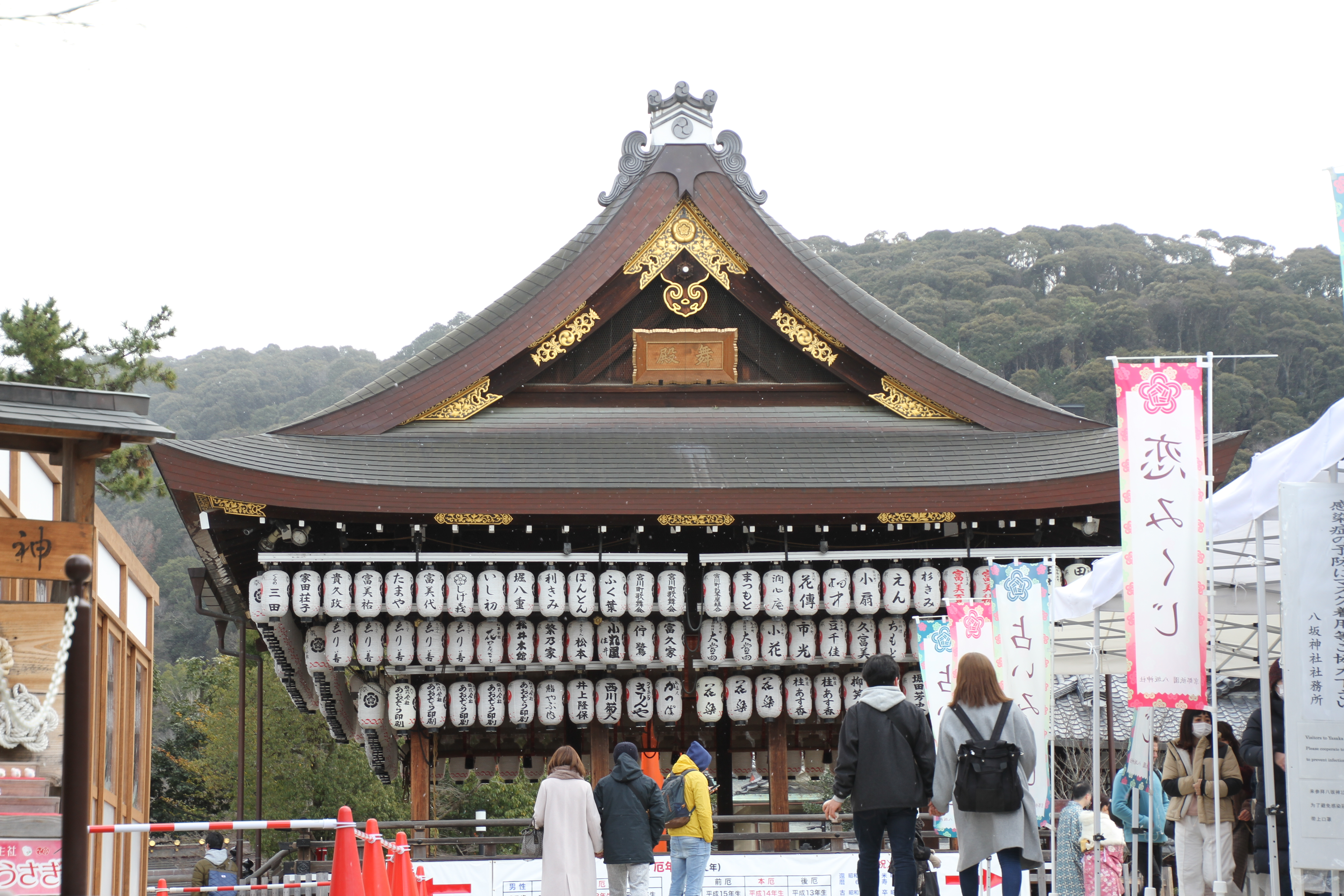
salle des danses et ses lanternes
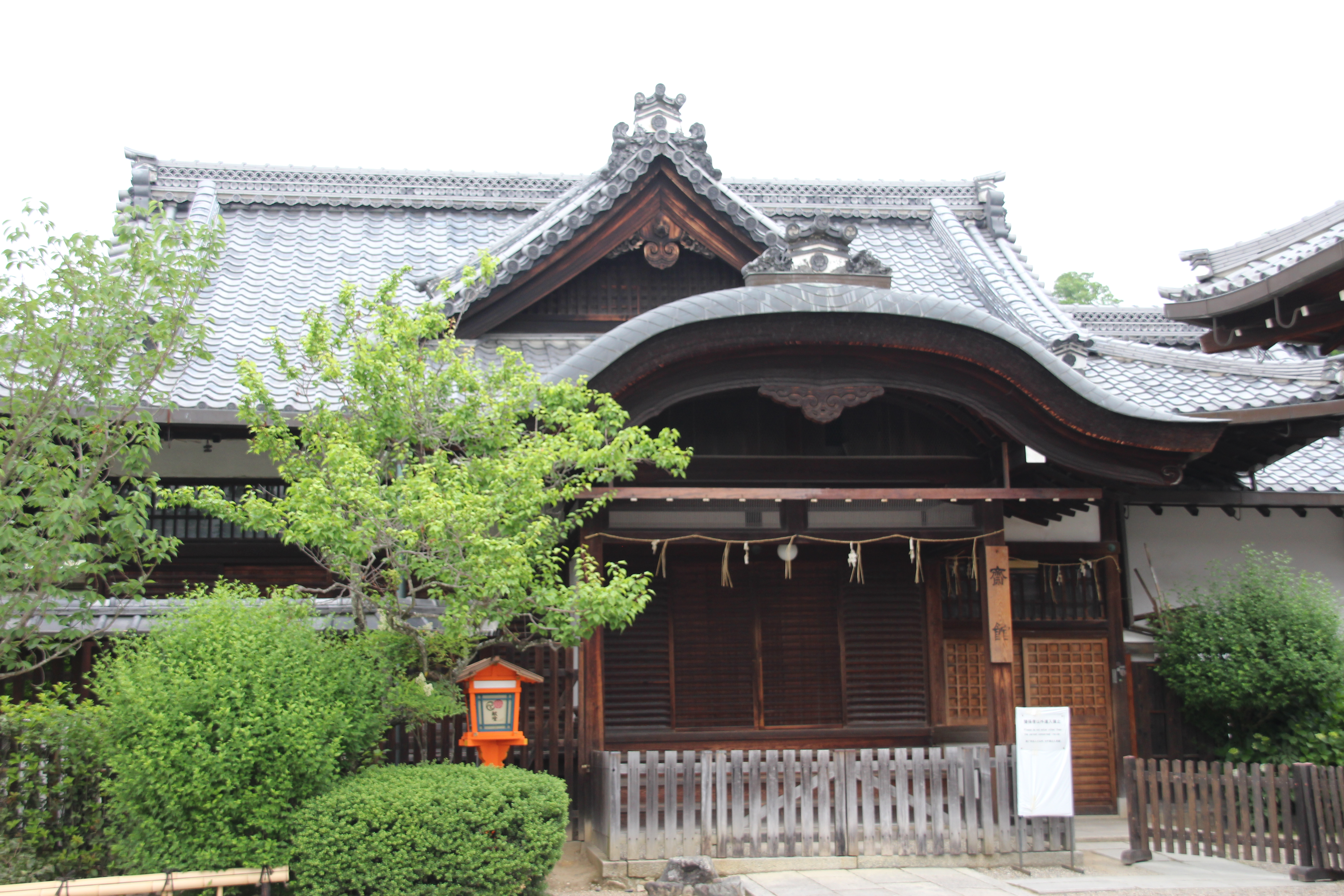
Yasaka jinja
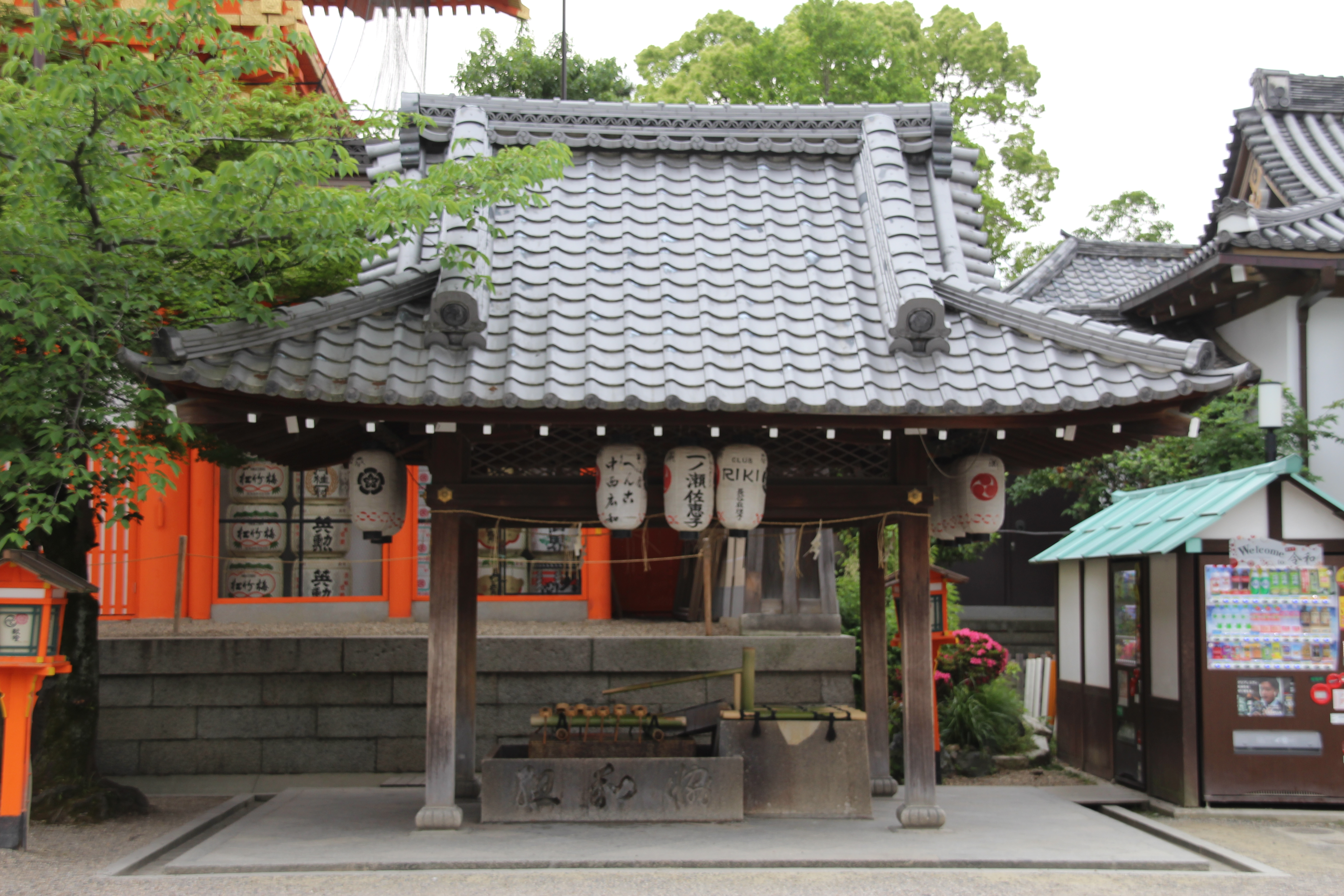
Chozuya